# Мировая лига по хоккею на траве среди мужчин 2014/15
Мировая лига по хоккею на траве среди мужчин 2014/15 — 2-й розыгрыш турнира по хоккею на траве среди мужских сборных команд. В турнире, проводившемся под эгидой ФИХ, участвовала 61 сборная команда. Турнир начался 1 июля 2014 года в городе Свети-Иван-Зелина (Хорватия), проходил в 15 городах разных стран мира. Финальный раунд турнира прошёл с 28 ноября по 6 декабря 2015 в городе Райпур (Индия).
Турнир также являлся квалификационным соревнованием для участия в хоккейных соревнованиях на Олимпийских играх 2016, которые пройдут с 7 по 20 августа 2016 в городе Рио-де-Жанейро (Бразилия). Квалификацию получали команды, прошедшие в два полуфинальных раунда Мировой лиги (состоялись c 3 по 14 июня 2015 в Буэнос-Айресе, Аргентина и c 20 июня по 5 июля 2015 в Брассхаате, Бельгия) и занявшие в них 6 наиболее высоких мест, исключая сборную страны-хозяйки Олимпийских игр (сборную Бразилии), а также 5 сборных команд, ставших победителями своих континентальных чемпионатов.

## Квалификация на турнир
Каждая национальная федерация, член ФИХ, получила возможность отправить свою сборную участвовать в турнире, и после различных уточнений было объявлено, что в турнире примет участие 61 команда
Одиннадцать команд, имеющие в рейтинге ФИХ (по состоянию на 10 декабря 2013 года) места с 1-го по 11-е, получили автоматическую путёвку в полуфинальный раунд турнира. Следующие восемь команд, имеющие в рейтинге ФИХ места с 12-го по 19-е, получили автоматическую путёвку во 2-й раунд турнира. Эти 19 команд, с их местами в рейтинге ФИХ, следующие:
| - Австралия (1) - Нидерланды (2) - Германия (3) - Англия (4) - Бельгия (5) - Аргентина (6) - Новая Зеландия (7) - Республика Корея (8) - Индия (9) - Пакистан (10) - Испания (11) | - Малайзия (12) - ЮАР (13) - Ирландия (14) - Япония (15) - Канада (16) - Франция (17) - Польша (18) - Россия (19) |

## Результаты соревнований

### 1-й раунд
| Даты Город и страна проведения             | Команды                                                    | Команды, проходящие во 2-й раунд | Команды, проходящие во 2-й раунд |
| Даты Город и страна проведения             | Команды                                                    | Коли- чество                     | Команды                          |
| ------------------------------------------ | ---------------------------------------------------------- | -------------------------------- | -------------------------------- |
| 1–6 июля 2014 Свети-Иван-Зелина (Хорватия) | Болгария Хорватия Россия Швейцария Турция                  | 2                                | Россия Швейцария                 |
| 2–7 сентября 2014 Градец-Кралове (Чехия)   | Беларусь Чехия Литва Словения Украина                      | 3                                | Беларусь Чехия Украина           |
| 5–7 сентября 2014 Дакка (Бангладеш)        | Бангладеш Гонконг Шри-Ланка                                | 1                                | Бангладеш                        |
| 5–7 сентября 2014 Маскат (Оман)            | Азербайджан Иран Оман Таиланд                              | 2                                | Азербайджан Оман                 |
| 5–7 сентября 2014 Найроби (Кения)          | Египет Гана Кения Танзания                                 | 1                                | Египет                           |
| 12–14 сентября 2014 Гвадалахара (Мексика)  | Бразилия Чили Гватемала Мексика                            | 2                                | Чили Мексика                     |
| 12–14 сентября 2014 Лозада (Португалия)    | Австрия Италия Португалия                                  | 2                                | Австрия Италия                   |
| 1–5 октября 2014 Кингстон (Ямайка)         | Барбадос Доминиканская Республика Ямайка Тринидад и Тобаго | 1                                | Тринидад и Тобаго                |
| 6–11 декабря 2014 Сува (Фиджи)             | Фиджи Папуа — Новая Гвинея Самоа                           | 0                                |                                  |

### 2-й раунд
| Даты Город и страна проведения                          | Команды, квалифицированные для участия | Команды, квалифицированные для участия | Команды, квалифицированные для участия       | Команды, проходящие в полуфинальные раунды | Команды, проходящие в полуфинальные раунды |
| Даты Город и страна проведения                          | Страна, где проводится соревнование    | По рейтингу ФИХ                        | Прошедшие из 1-го раунда                     | Коли- чество                               | Команды                                    |
| ------------------------------------------------------- | -------------------------------------- | -------------------------------------- | -------------------------------------------- | ------------------------------------------ | ------------------------------------------ |
| 17–25 января 2015 Сингапур                              | Сингапур                               | Малайзия Япония Польша                 | Бангладеш Мексика Оман1 Украина1             | 3                                          | Япония Малайзия Польша                     |
| 28 февраля – 8 марта 2015 Чула-Виста (Сан-Диего?) (США) | США                                    | Канада Ирландия                        | Австрия Чили Италия Россия Тринидад и Тобаго | 3                                          | Ирландия Австрия Канада                    |
| 7–15 марта 2015 Кейптаун (ЮАР)                          | ЮАР                                    | Китай Франция                          | Азербайджан Беларусь Чехия Египет Швейцария  | 3                                          | Франция Китай Египет                       |

↑  – Сборные Фиджи и Шри-Ланки снялись с соревнований и их заменили сборные Омана и Украины.

### Полуфинальный раунд
| Даты Город и страна проведения            | Команды, квалифицированные для участия | Команды, квалифицированные для участия                      | Команды, квалифицированные для участия | Команды, проходящие в финал | Команды, проходящие в финал          |
| Даты Город и страна проведения            | Страна, где проводится соревнование    | По рейтингу ФИХ                                             | Прошедшие из 2-го раунда               | Коли- чество                | Команды                              |
| ----------------------------------------- | -------------------------------------- | ----------------------------------------------------------- | -------------------------------------- | --------------------------- | ------------------------------------ |
| 3–14 июня 2015 Буэнос-Айрес (Аргентина)   | Аргентина                              | Германия Нидерланды Новая Зеландия Республика Корея Испания | Австрия Канада Египет Япония           | 4                           | Германия Аргентина Нидерланды Канада |
| 20 июня – 5 июля 2015 Брассхаат (Бельгия) | Бельгия                                | Австралия Великобритания Индия Пакистан                     | Китай Франция Ирландия Малайзия Польша | 3                           | Австралия Бельгия Великобритания     |

### Финальный раунд
| Даты Город и страна проведения            | Команды, квалифицированные для участия | Команды, квалифицированные для участия                                |
| Даты Город и страна проведения            | Страна, где проводится соревнование    | Прошедшие из полуфиналов                                              |
| ----------------------------------------- | -------------------------------------- | --------------------------------------------------------------------- |
| 28 ноября – 6 декабря 2015 Райпур (Индия) | Индия                                  | Австралия Аргентина Бельгия Великобритания Германия Канада Нидерланды |

## Итоговая таблица
Данные по тем сборным, которые уже выбыли из розыгрыша Мировой лиги в 1-м, 2-м и полуфинальном раундах; баллы в рейтинге ФИХ показаны согласно рейтингу ФИХ на конец июля 2015. До опубликования очередного рейтинга ФИХ (ожидается в конце 2015 после окончания финального раунда) у команд, выбывших в финальном раунде, баллы отсутствуют, но сами команды показаны в этой таблице.
| Место                                        | Сборная                  | Баллы в рейтинг ФИХ |
| -------------------------------------------- | ------------------------ | ------------------- |
|                                              | Индия                    |                     |
|                                              | Австралия                |                     |
|                                              | Аргентина                |                     |
|                                              | Бельгия                  |                     |
|                                              | Великобритания           |                     |
|                                              | Германия                 |                     |
|                                              | Канада                   |                     |
|                                              | Нидерланды               |                     |
| выбывшие в полуфинальном раунде Мировой лиги |                          |                     |
| 9                                            | Ирландия                 | 225                 |
| 12                                           | Малайзия                 | 195                 |
| 10                                           | Испания                  | 190                 |
| 11                                           | Новая Зеландия           | 180                 |
| 14                                           | Франция                  | 175                 |
| 13                                           | Республика Корея         | 160                 |
| 18                                           | Египет                   | 140                 |
| 15                                           | Пакистан                 | 140                 |
| 19                                           | Австрия                  | 135                 |
| 16                                           | Япония                   | 130                 |
| 17                                           | Польша                   | 120                 |
| 20                                           | Китай                    | 105                 |
| выбывшие во 2-м раунде Мировой лиги          |                          |                     |
| 21                                           | Россия                   | 125                 |
| 22                                           | ЮАР                      | 95                  |
| 28                                           | Бангладеш                | 90                  |
| 23                                           | Оман                     | 90                  |
| 24                                           | Украина                  | 85                  |
| 25                                           | Швейцария                | 80                  |
| 31                                           | Азербайджан              | 77                  |
| 26                                           | Чили                     | 75                  |
| 27                                           | Чехия                    | 70                  |
| 33                                           | Беларусь                 | 70                  |
| 34                                           | Тринидад и Тобаго        | 67                  |
| 29                                           | Италия                   | 60                  |
| 30                                           | США                      | 56                  |
| 32                                           | Сингапур                 | 48                  |
| 35                                           | Мексика                  | 39                  |
| далее — без мест в Мировой лиге              |                          |                     |
|                                              | Болгария                 | 25                  |
|                                              | Иран                     | 23                  |
|                                              | Кения                    | 23                  |
|                                              | Ямайка                   | 23                  |
|                                              | Бразилия                 | 22                  |
|                                              | Гана                     | 22                  |
|                                              | Хорватия                 | 22                  |
|                                              | Доминиканская Республика | 21                  |
|                                              | Папуа — Новая Гвинея     | 20                  |
|                                              | Словения                 | 20                  |
|                                              | Шри-Ланка                | 20                  |
|                                              | Барбадос                 | 18                  |
|                                              | Португалия               | 17                  |
|                                              | Гватемала                | 15                  |
|                                              | Гонконг                  | 15                  |
|                                              | Литва                    | 15                  |
|                                              | Самоа                    | 15                  |
|                                              | Таиланд                  | 15                  |
|                                              | Танзания                 | 15                  |
|                                              | Турция                   | 15                  |